# Calvert DeForest
Calvert DeForest né le 23 juillet 1921 à Brooklyn (États-Unis) et mort le 19 mars 2007 à New York (États-Unis), est un acteur américain.

## Biographie
DeForest est le mieux connu pour son rôle de Larry « Bud » Melman à l'émission Late Night with David Letterman. Il joe essentiellement le même rôle sous son propre nom quand Letterman quitte NBC pour CBS pour animer The Late Show with David Letterman. Le réseau NBC considérait le personnage de Larry « Bud » Melman comme sa « propriété intellectuelle, » bien que ce soit Letterman qui lui ait donné ce nom.

## Filmographie
- 1972 : While the Cat's Away, de Chuck Vincent
- 1976 : Apple Pie, d'Howard Goldberg
- 1979 : Blond Poison, d'Arthur Chisholm
- 1982 : Waitress! (en), de Michael Herz et Lloyd Kaufman
- 1983 : The First Time, de Charlie Loventhal
- 1984 : Nothing Lasts Forever (en), de Tom Schiller
- 1985 : Tutti Frutti (Heaven Help Us), de Michael Dinner
- 1986 : Pee-wee's Playhouse (série TV) (épisode The Gang's All Here)
- 1987 : Leader of the Band, de Nessa Hyams
- 1987 : My Demon Lover, de Charlie Loventhal
- 1988 : The Couch Potato Workout, de Brian Cury (vidéo)
- 1989 : Identity Crisis (en), de Melvin Van Peebles
- 1993 : La Cité des monstres (Freaked) de Tom Stern et Alex Winter
- 1994 : Mr. Write, de Charlie Loventhal
- 1996 : Encino Woman, de Shawn Schepps (TV)
- 1997 : Wings (série TV) (épisode Escape from New York)
- 2000 : Run-DMC: Together Forever - Greatest Hits 1983-2000, de Joe Butt (segment King of Rock)